# Horný tok Chotčianky
Horný tok Chotčianky je chráněný areál v katastrálním území Driečna, které je součástí obce Vladiča v okrese Stropkov v Prešovském kraji. Území bylo vyhlášeno v roce 2021 s rozlohou 2,56 hektaru. Předmětem ochrany je horní tok říčky Chotčianky s výskytem židoviníku německého (Myricaria germanica) a mihule potoční (Lampetra planeri). Území je součástí Laborecké vrchoviny a její částí Mikovská brázda.